# 冯慧兰
玛丽·厄尔卡·庞厄斯图，漢名冯慧兰（Phang Hoei Lan，1956年10月23日—），是印度尼西亚福建裔经济学家、政治人物。冯慧兰曾任印尼商务部长，是印尼史上首位入阁的华裔女性，曾任印尼旅游与创意经济部长。

## 早期职业生涯
冯慧兰生于印尼首都雅加达，她与丈夫阿迪·哈尔索诺育有两个孩子，儿子雷蒙德和女儿阿丽娅。她在澳大利亚国立大学获得学士和硕士学位。在1986年，毕业于美国戴维斯加利福尼亚大学，获经济学博士学位。在成为印尼商务部长之前，她是雅加达战略与国际研究中心的领导成员之一，并长期积极参与诸如太平洋经济合作理事会之类的贸易论坛对话。她被誉为研究印尼贸易问题最知名的专家之一。她还担任过印度尼西亚大学经济学院的讲师。

## 商务部长

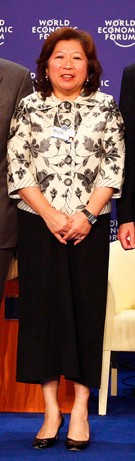
冯慧兰在2010年胡志明市举行的世界经济论坛东亚会议上

冯慧兰在印尼国内和海外都享有声誉，被认为是一位有能力的公共发言人和部长。2004年她被苏西洛总统提拔为商务部长，成为首位入阁的印尼华裔女性。
作为商务部长，她不时遭受国内产业集团的批评，他们认为她施行支持促进贸易的举措，而没有寻求增加对国内生产者的保护。她对这些批评的回应是，印尼要恪守对国际社会的承诺，执行促进贸易为导向的政策，而自由贸易也使印尼国内的消费者和生产者受益匪浅。作为一名专业的经济学家，她经常在印尼和国际媒体上发表作品。她是《亚洲商业杂志》（密歇根大学主办）对外编辑部和《印度尼西亚经济研究公报》（澳大利亚国立大学印度尼西亚项目主办）的撰稿人。她还担任过联合国千年项目扶贫与发展专责小组的共同协调员。

## 旅游与创意经济部长
在2011年，由于苏西洛总统改组内阁，冯慧兰改任新成立的旅游与创意经济部（原文化旅游部）的部长。
新的部门除了旅游外，主要负责创意经济，分为如下14个方面：
| - 艺术与古玩市场 - 表演艺术 - 工艺品 - 电影、录像和摄影 - 时尚 | - 互动游戏 - 广告 - 设计 - 软件与电子计算机 - 音乐 | - 建筑 - 出版 - 电视与广播 - 研究与发展 |

上任后，冯慧兰花了很多时间发表了一系列声明，阐述政府促进创意经济发展的举措。
而在旅游方面，她一直支持发展旅游业的计划，同时也指出了一些突出的问题。例如她指出，卫生、安全和基础设施薄弱的问题，给印尼旅游业的发展造成了障碍。她还强调一系列的挑战需要印尼的旅游部门协力应对，而困难是需要时间来克服的。她还宣布了其他一些措施促进旅游业的发展，包括优先重视体育旅游，短期内发展高尔夫，而应给予游艇等活动长期的关注。